# Albertville (Franciaország)

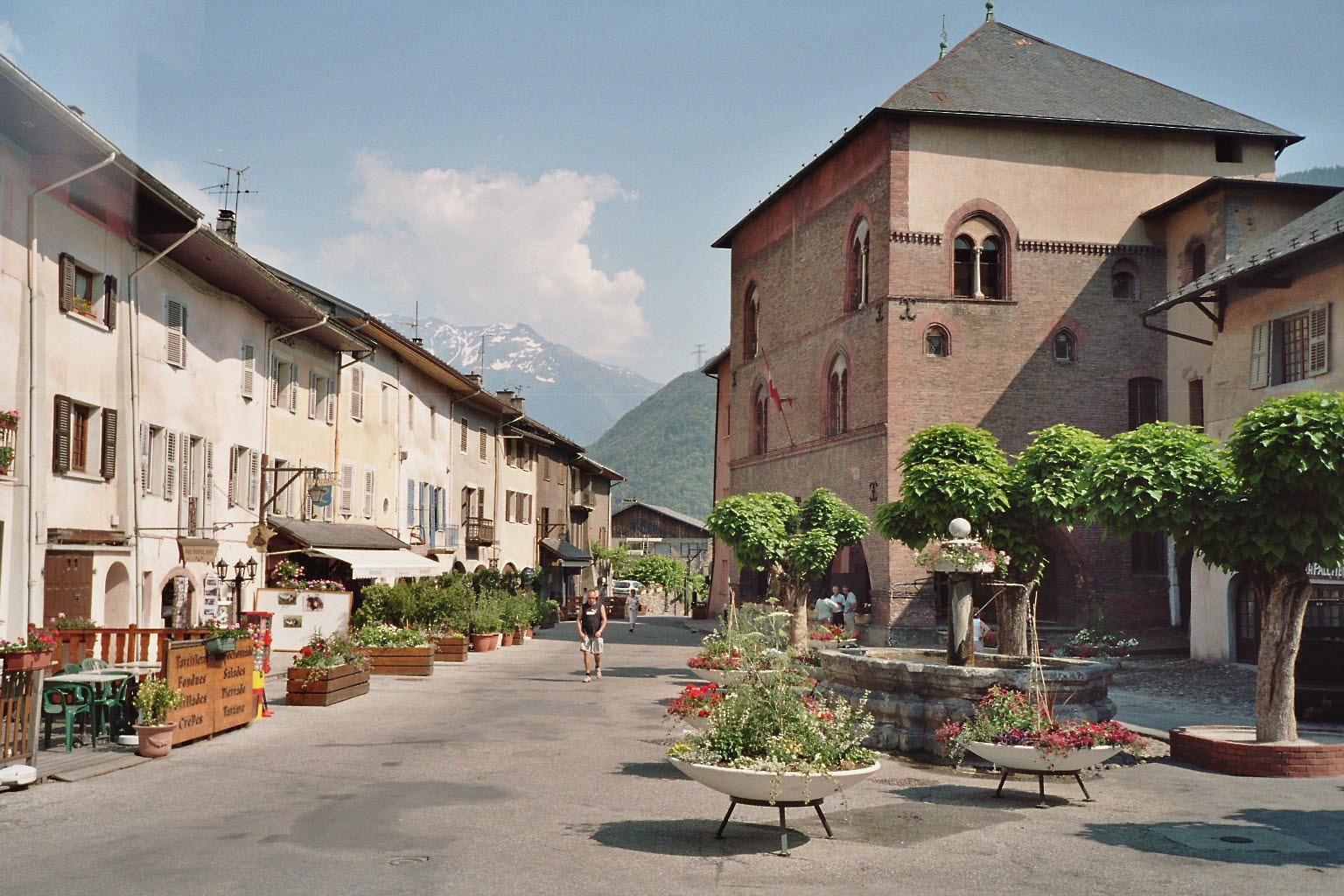
A város régi központja

Albertville város Franciaország keleti részén. Auvergne-Rhône-Alpes régióban, Savoie megyében.

## Története
1836-ban alapította Károly Albert szárd-piemonti király. Köszönhetően elhelyezkedésének, fontos kereskedelmi központ Svájc, Franciaország és Olaszország között.
A település 1992-ben, az itt megrendezett téli olimpia révén lett világhírű. Új jégstadionokat építettek, a közelben csodás síterepeket alakítottak ki, és modern olimpiai falut építettek.

## Conflans

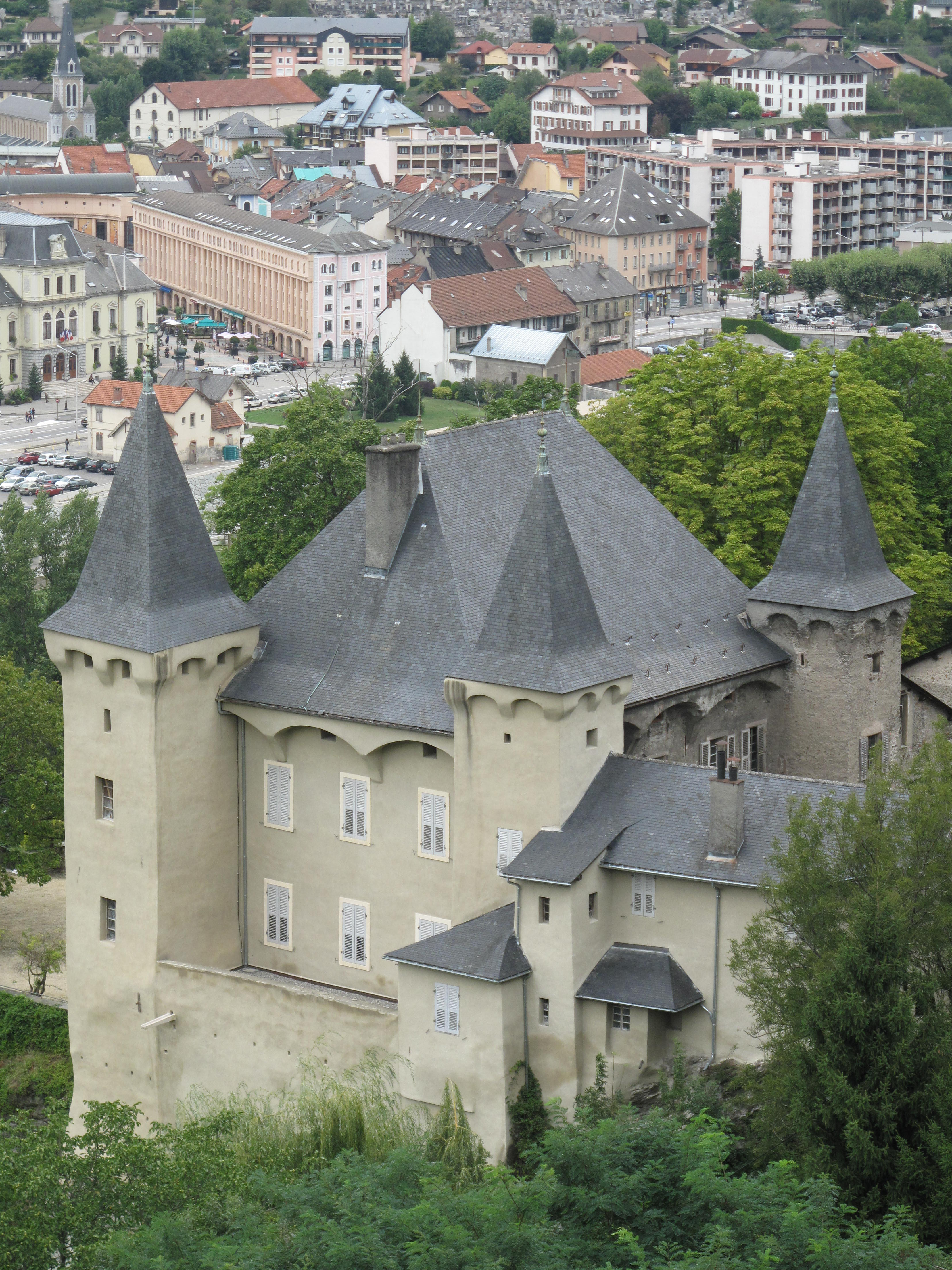
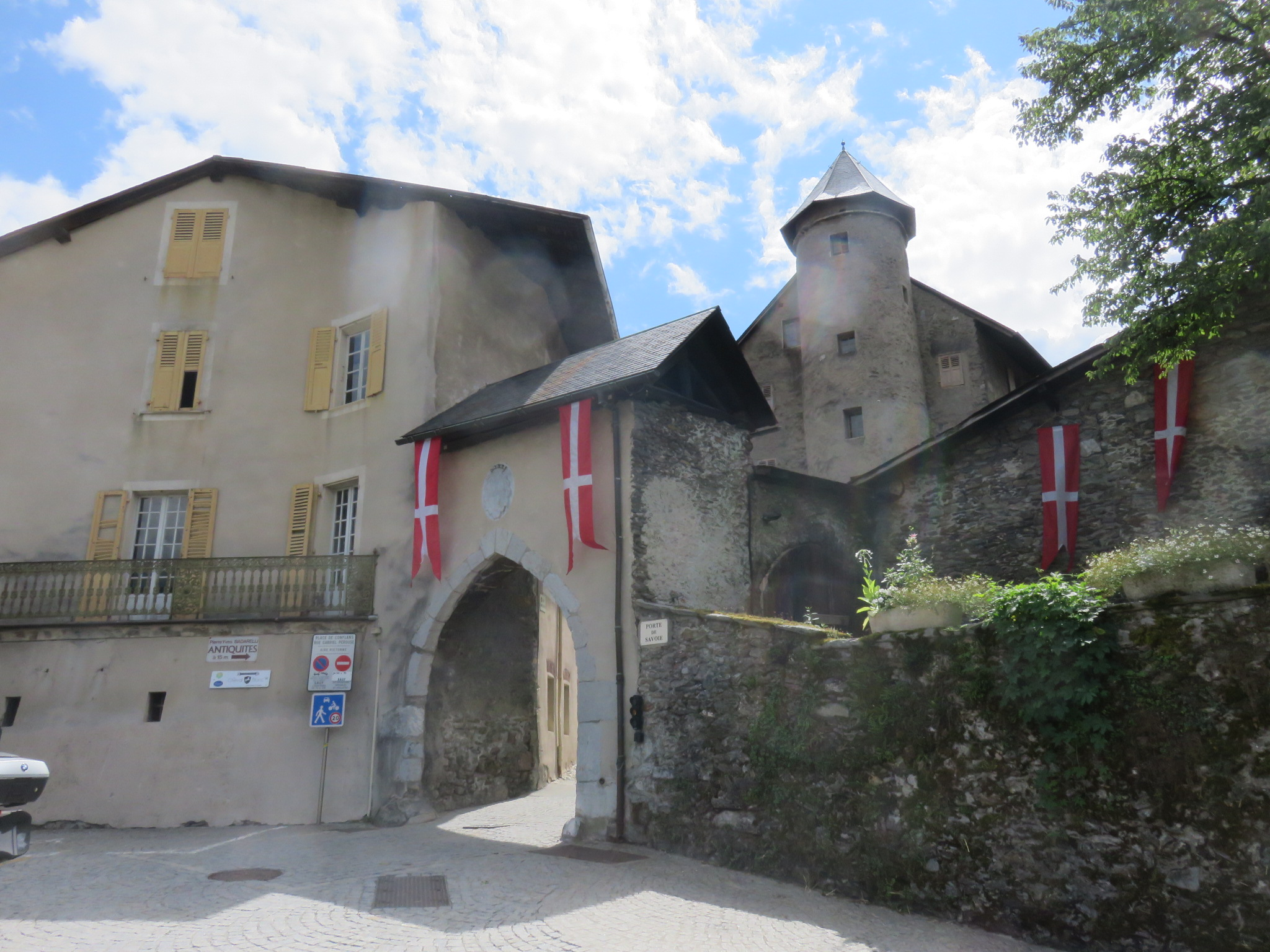
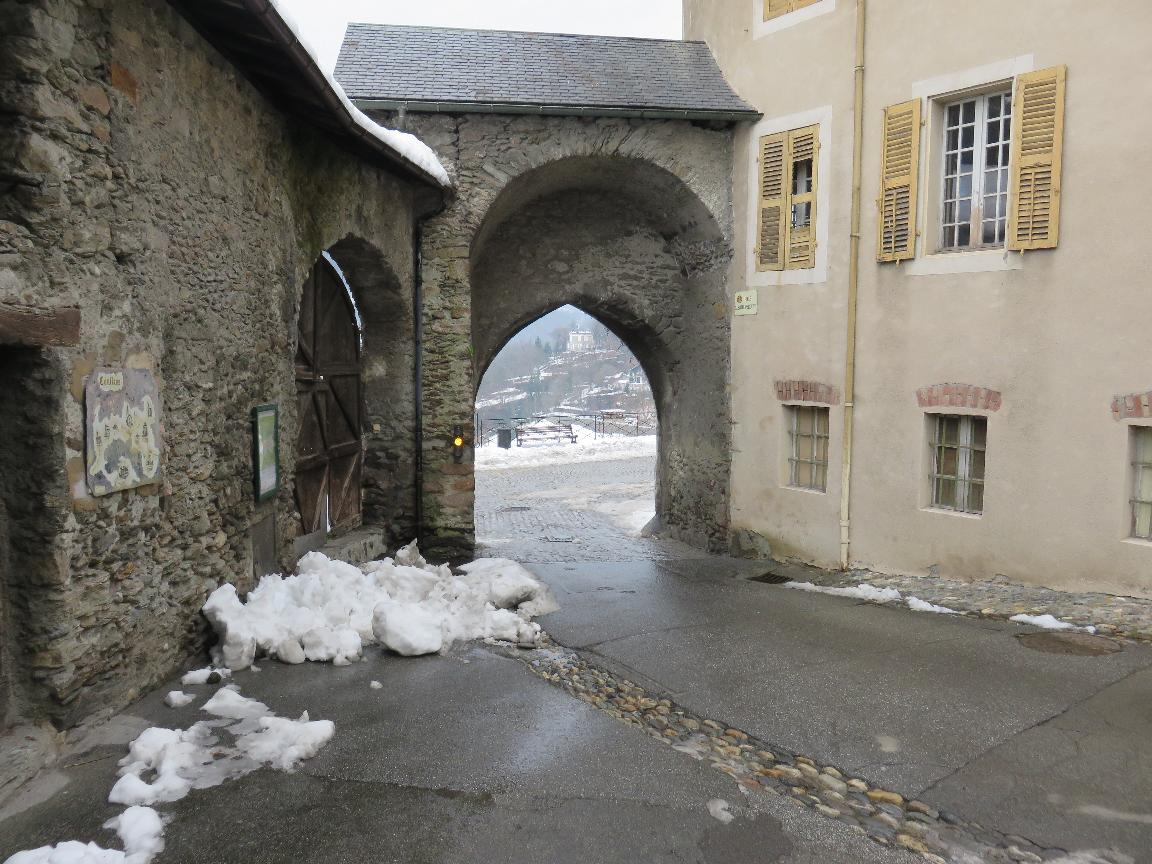
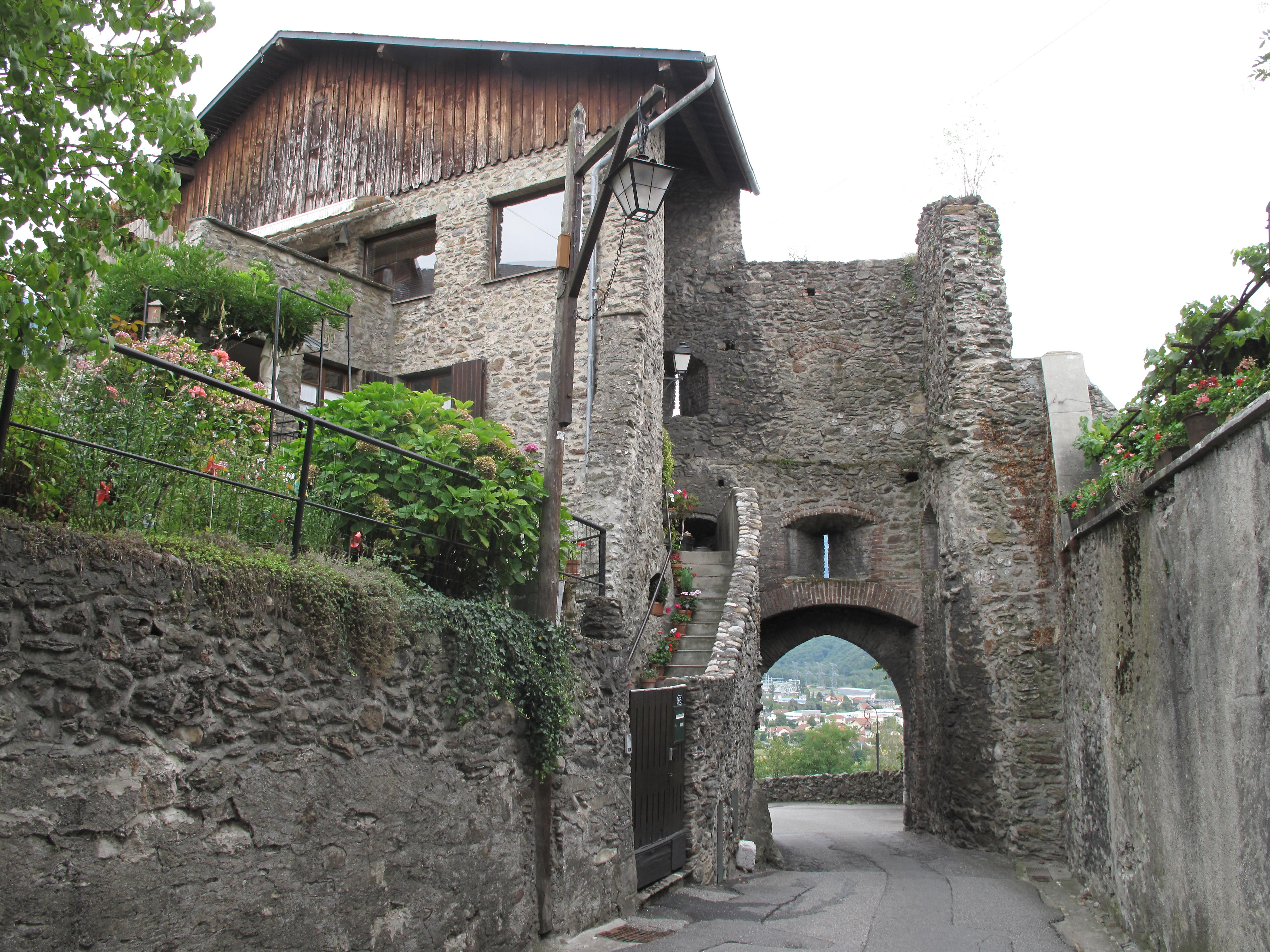
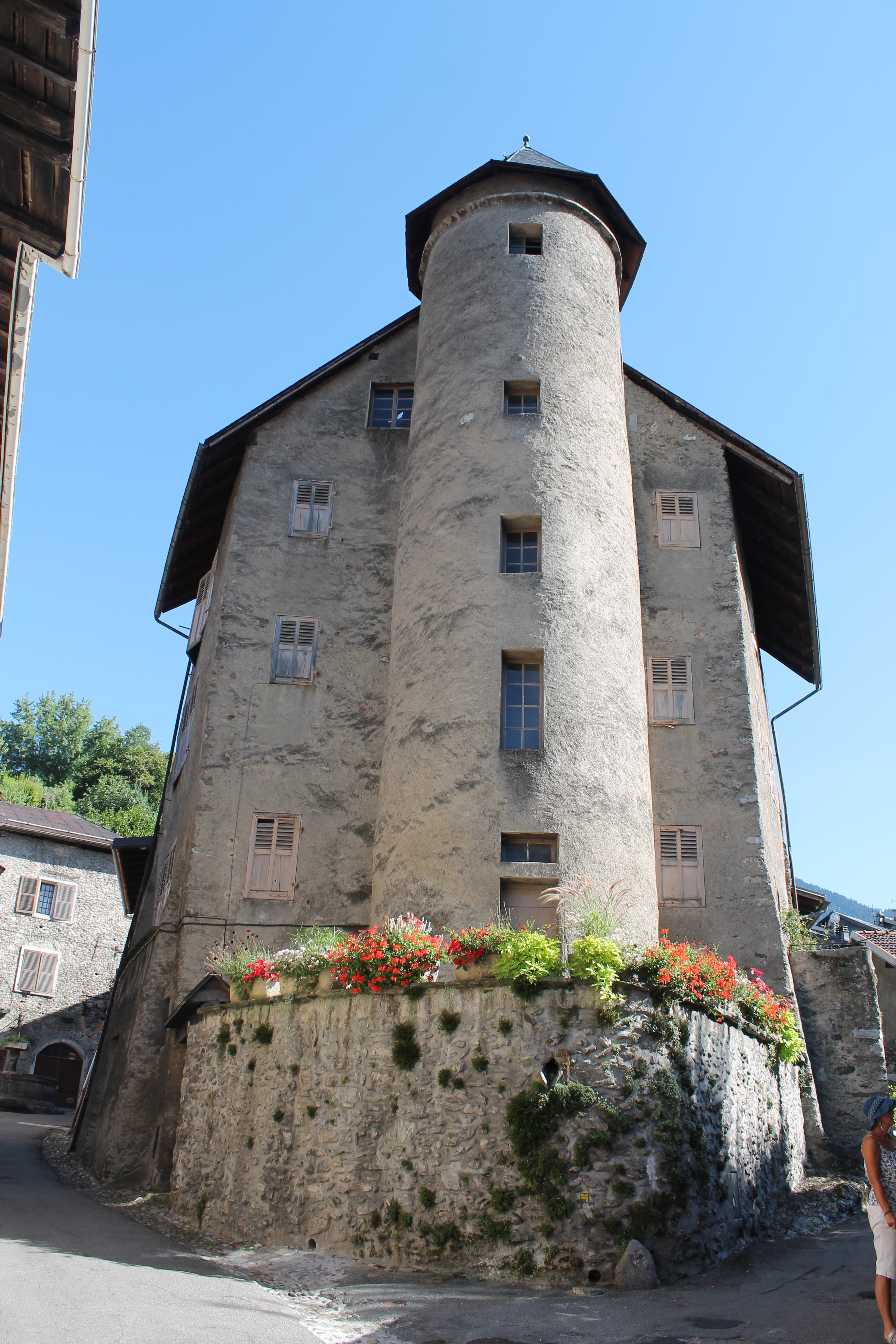
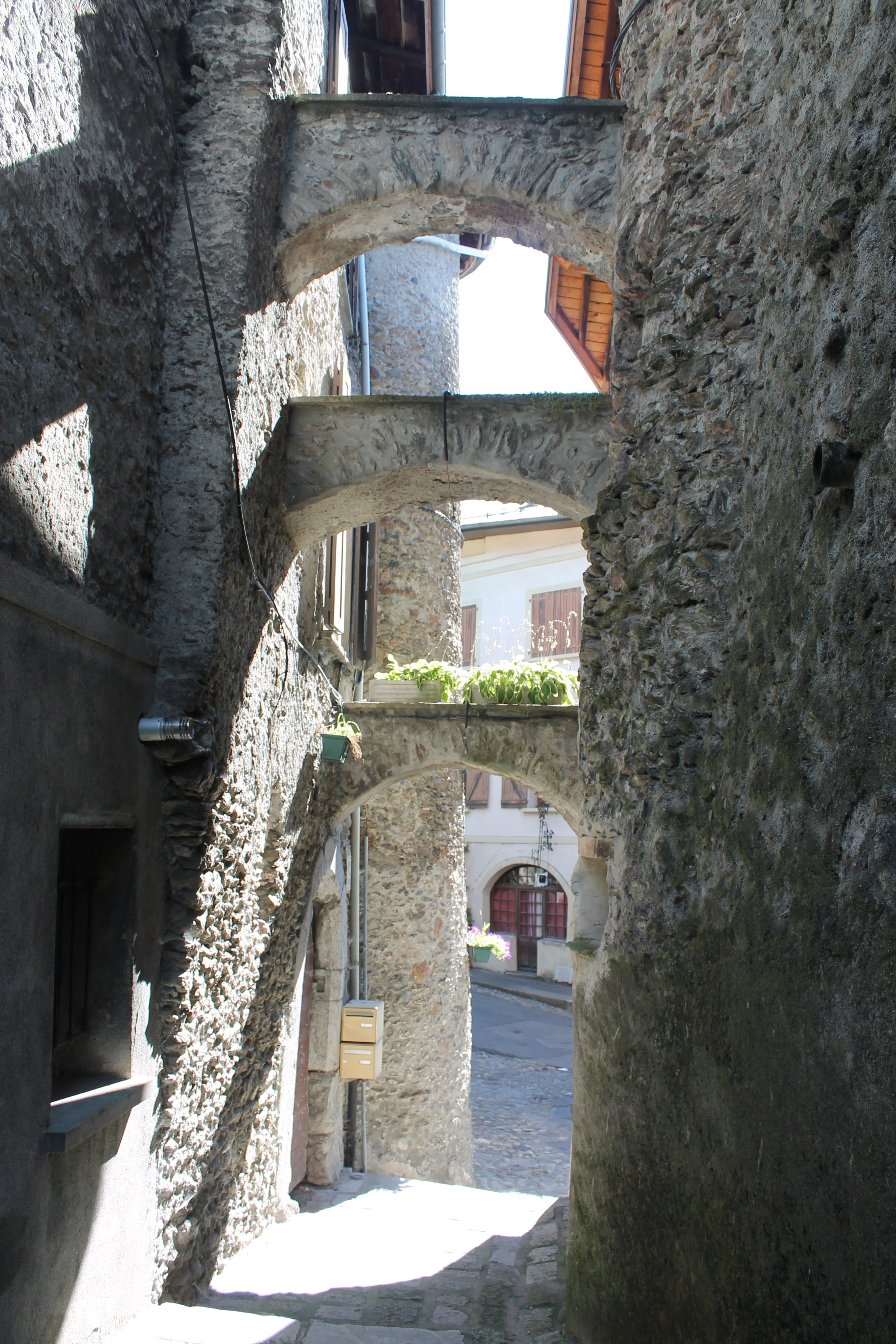
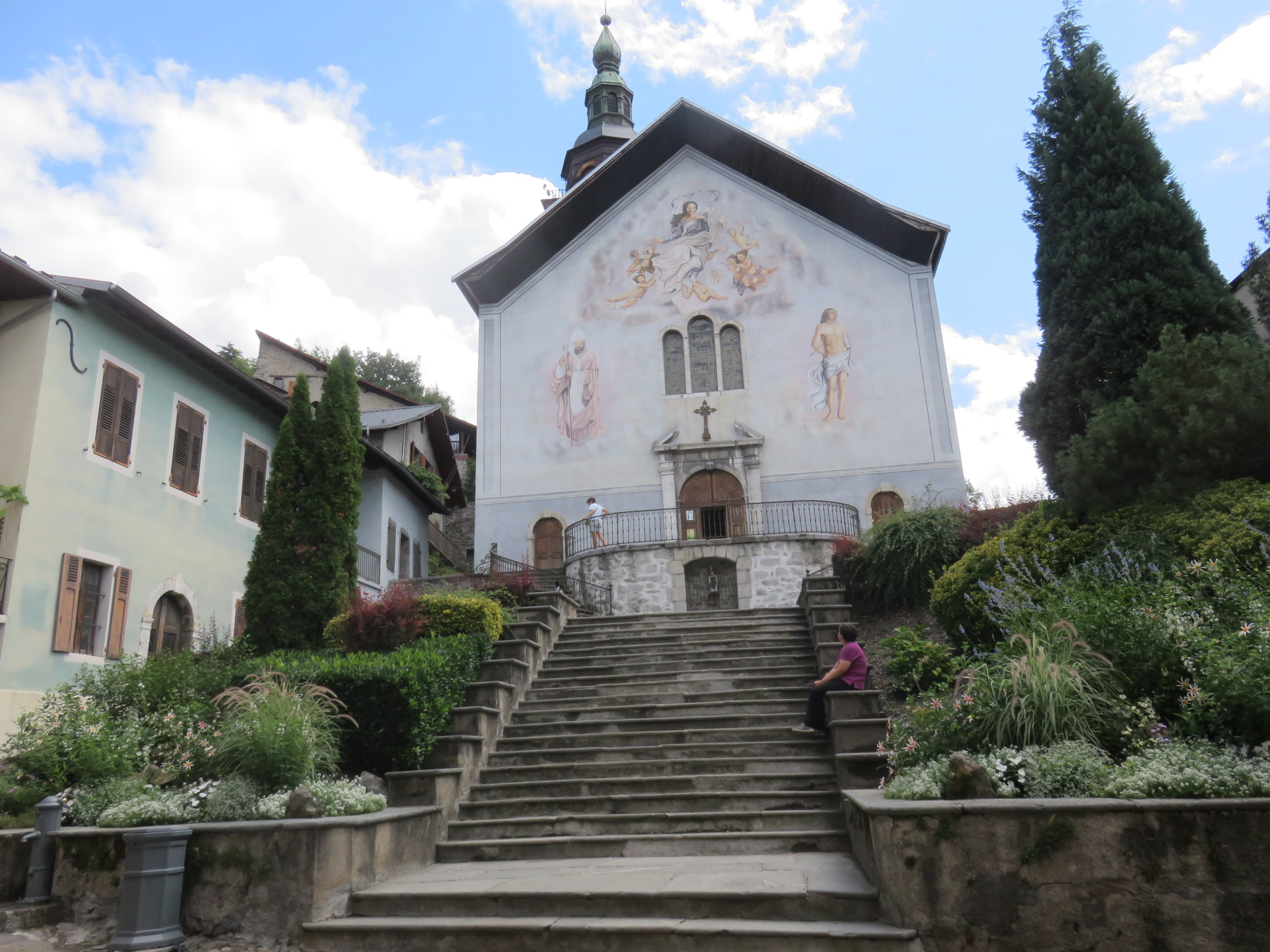
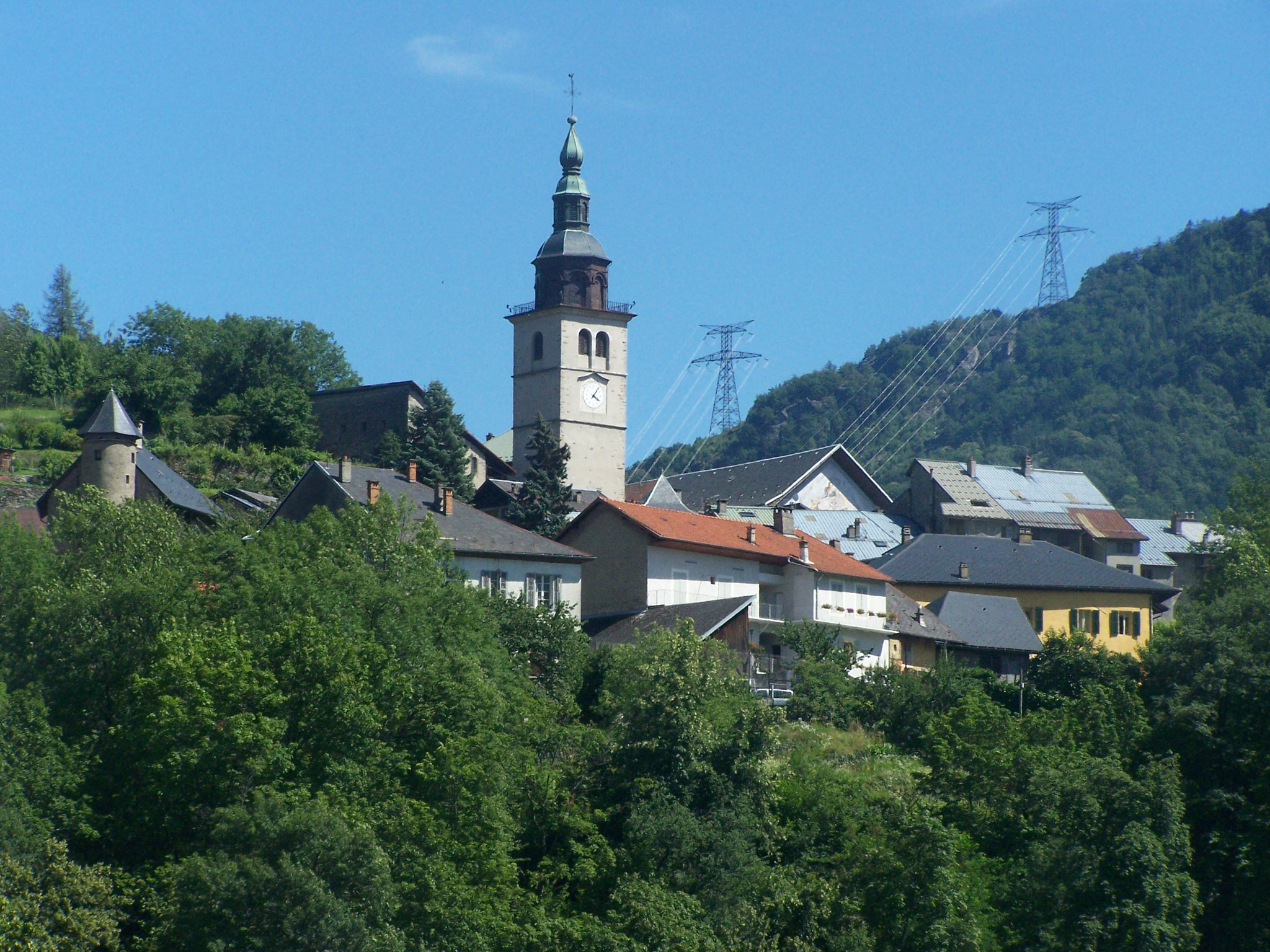

Conflans is Albertvillehez tartozik, mely az 1800-as évek közepéig külön város volt a kis Doron túlpartján. Szavojában nincs más hozzá hasonló középkori város, mely szűk utcáival, szobordíszekkel ellátott házaival megkapó látvány.
Legnevezetesebb élületei a Conflans főterén álló Maison Rouge (Vörös ház), mely firenzei hatást mutató 14. századi palota, benne a Musée Savoyard érdekes helytörténeti, néprajzi gyűjteményével.

### Albertville

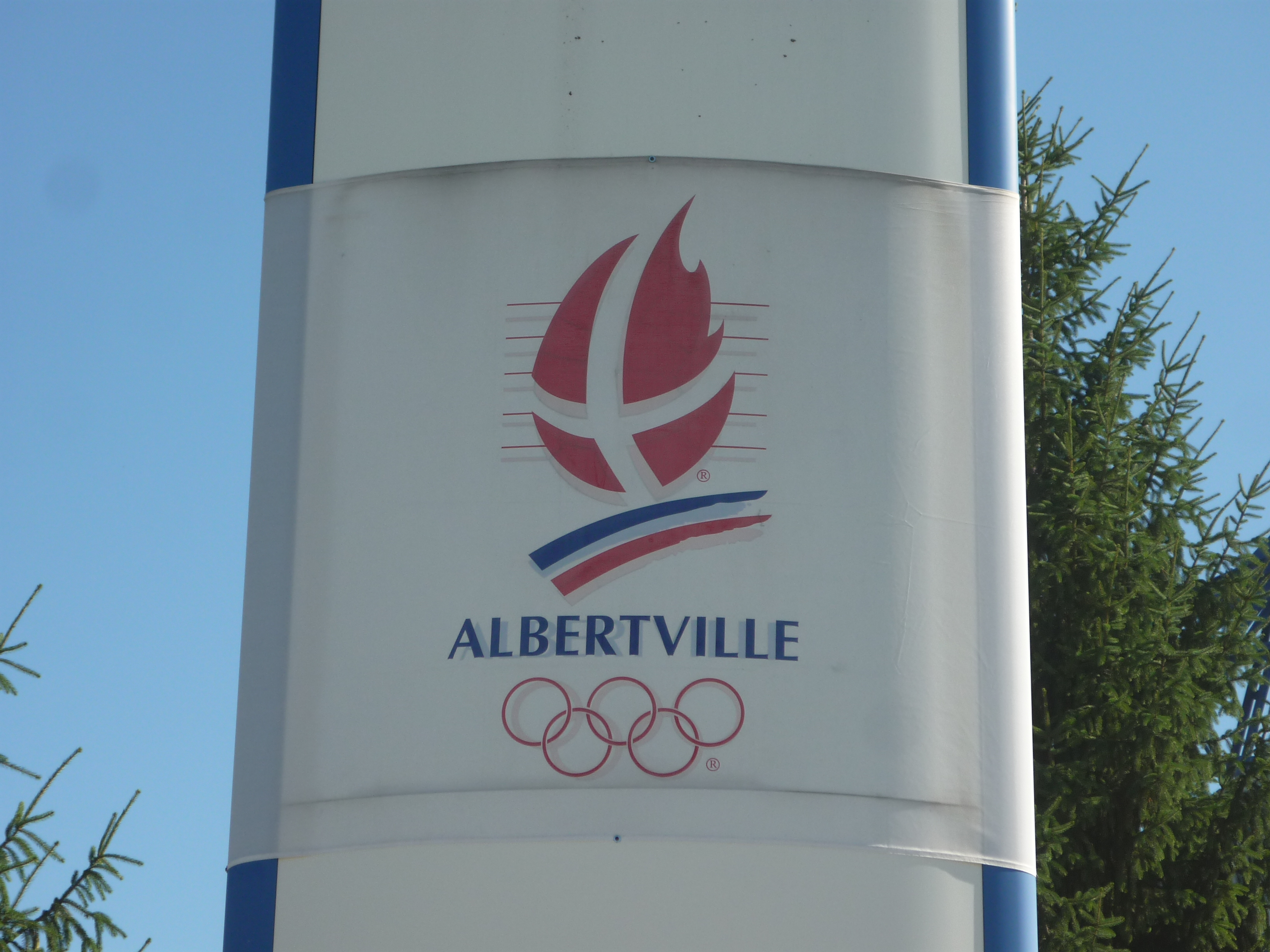
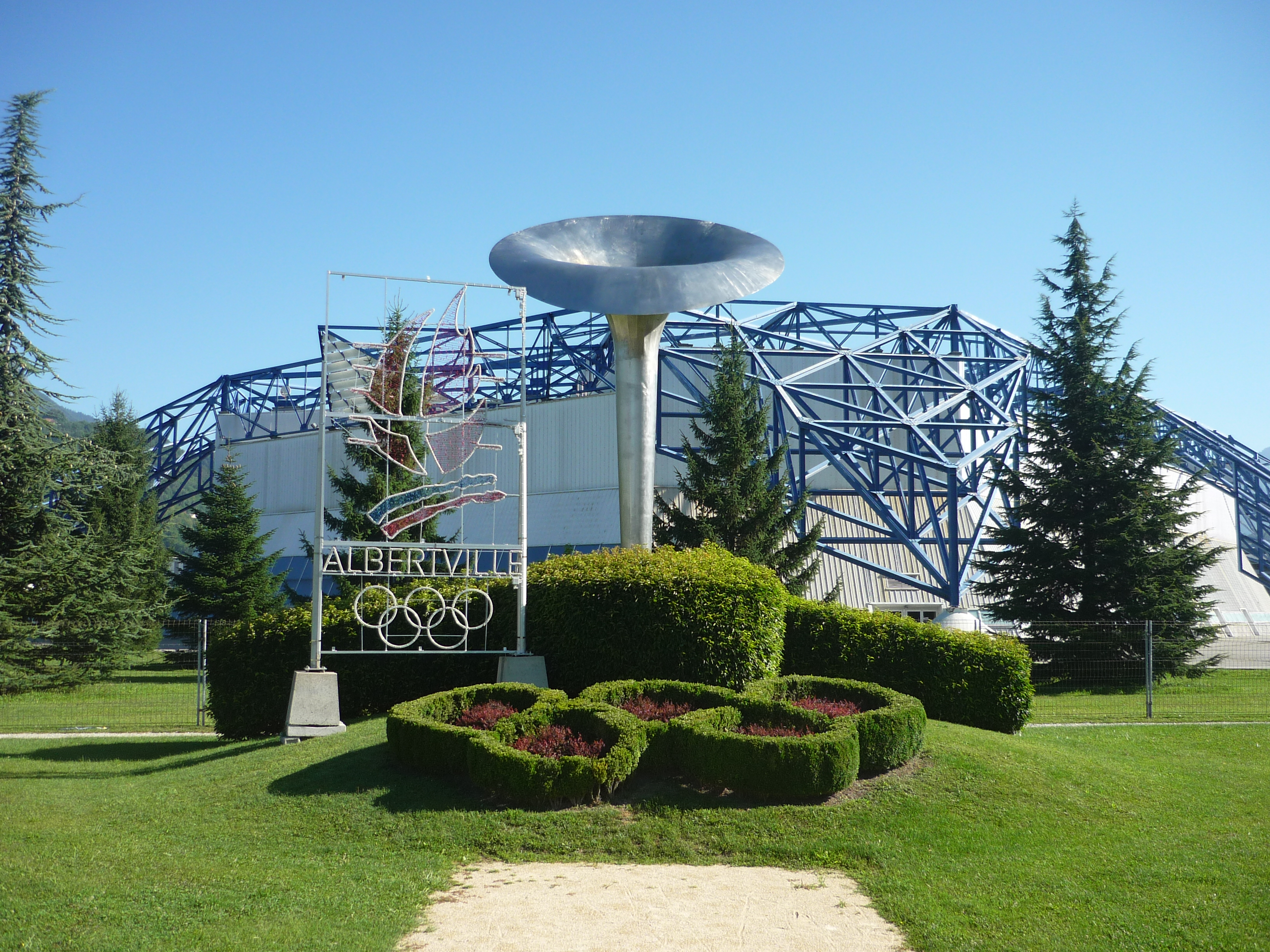
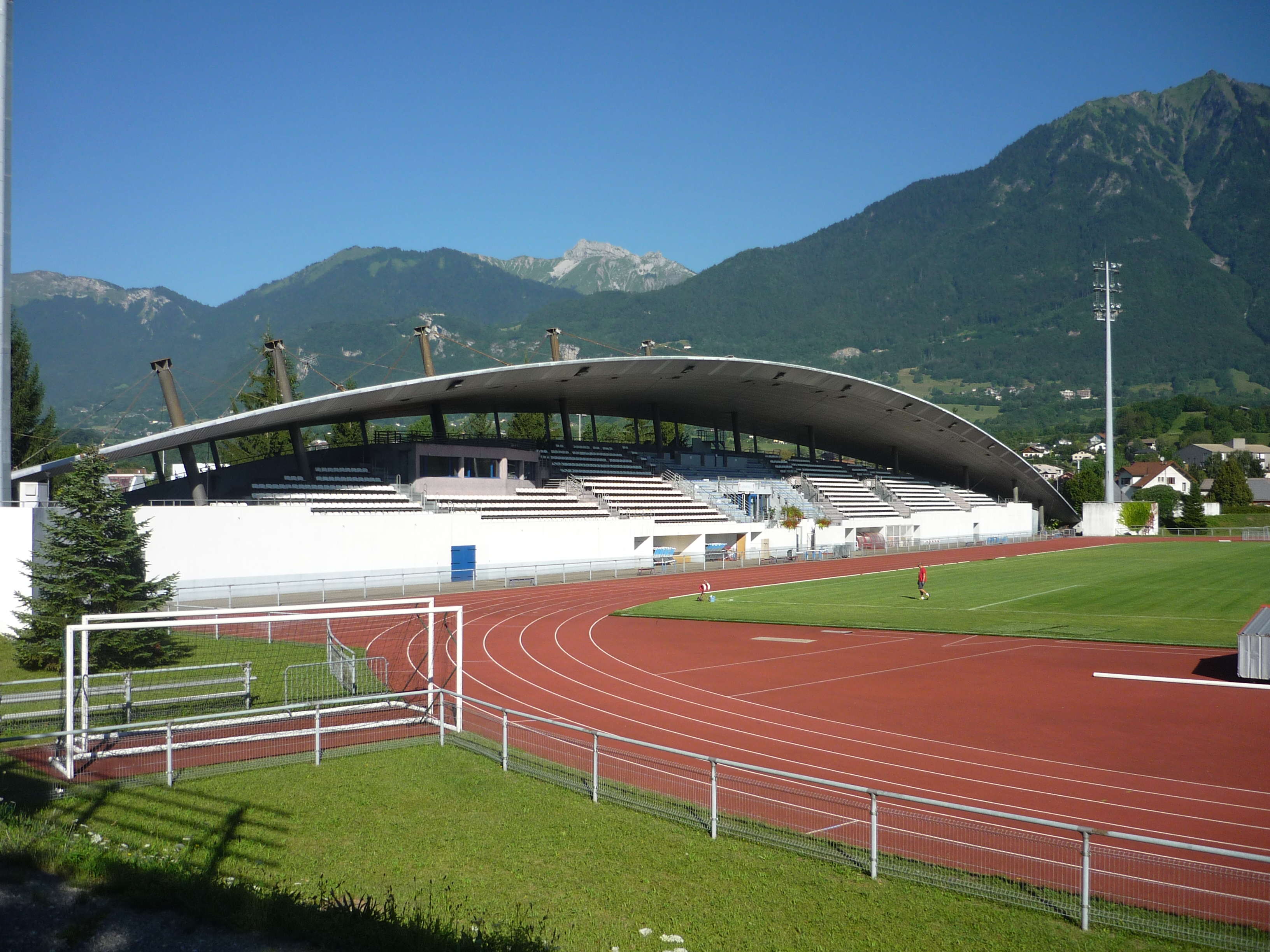
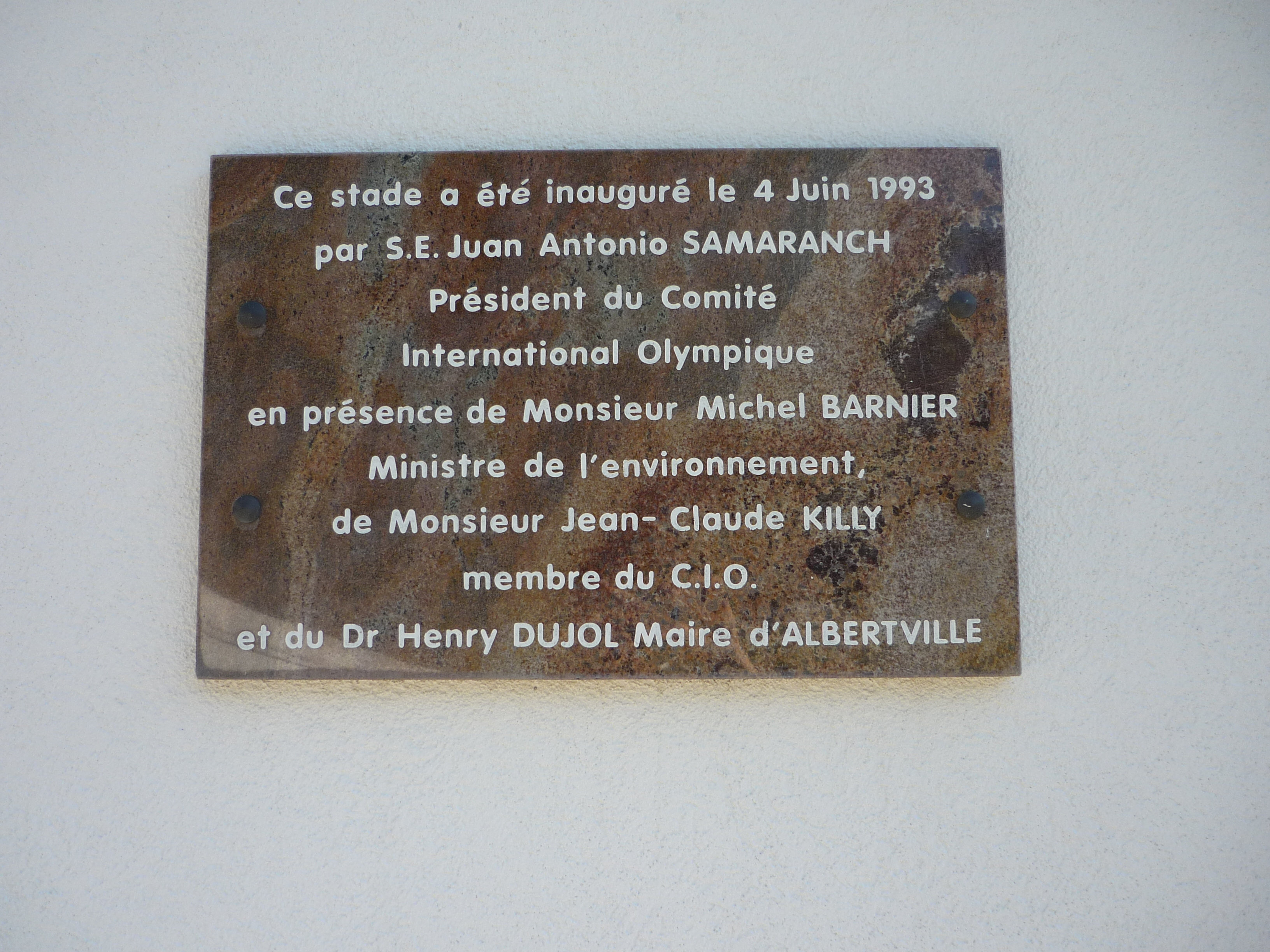

## Demográfia
| Év   | Lakosság |
| ---- | -------- |
| 1793 | 1251     |
| 1800 | 1303     |
| 1806 | 1450     |
| 1838 | 3406     |
| 1848 | 3801     |
| 1858 | 3896     |
| 1861 | 4018     |
| 1866 | 3897     |
| 1872 | 4398     |

| Év   | Lakosság |
| ---- | -------- |
| 1876 | 4750     |
| 1881 | 5086     |
| 1886 | 5460     |
| 1891 | 5854     |
| 1896 | 6371     |
| 1901 | 6164     |
| 1906 | 6364     |
| 1911 | 6276     |
| 1921 | 5654     |

| Év   | Lakosság |
| ---- | -------- |
| 1926 | 6103     |
| 1931 | 6548     |
| 1936 | 7126     |
| 1946 | 7137     |
| 1954 | 8426     |
| 1962 | 12 159   |
| 1968 | 15 739   |
| 1975 | 16 961   |
| 1982 | 16 970   |

| Év   | Lakosság |
| ---- | -------- |
| 1990 | 17 411   |
| 1999 | 17 340   |
| 2006 | 18 009   |
| 2011 | 18 832   |

## Látnivalók
- Olimpiai stadion
- Place de l'Europe
- Église de Conflans
- Église Sainte Thérèse
- Église de Saint Sigismond
- Église Saint Jean-Baptiste
- Champ de Mars mecset

## Testvérvárosok
- Olaszország - Aosta
- Németország - Winnenden
- Kanada - Sainte-Adèle
- Szlovákia - Poprád

## Külső hivatkozások
- A város honlapja